# Ernest Gondzik
Ernest Zygfryd Gondzik (ur. 25 lutego 1931 w Mysłowicach, zm. 13 sierpnia 2021) – polski zapaśnik, olimpijczyk z Helsinek 1952 i Rzymu 1960.
Zapaśnik w stylu klasycznym. Mistrz Polski w kategorii piórkowej (do 62 kg) w roku 1951 i w wadze lekkiej (do 67 kg) w latach 1954–1960.
Na igrzyskach olimpijskich w 1952 roku startował w kategorii do 62 kg odpadając w eliminacjach. W Rzymie w roku 1960 reprezentował Polskę w kategorii do 67 kg zajmując miejsce 5.–10.
Po zakończeniu kariery zawodniczej pracował jako instruktor zapaśniczy w RKS Siła Mysłowice.
Odznaczony Krzyżem Kawalerskim Orderu Odrodzenia Polski (1976).